# Franco Angeli (pittore)
Franco Angeli, vero nome Giuseppe (Roma, 14 maggio 1935 – Roma, 12 novembre 1988), è stato un pittore italiano.
Autodidatta, si accostò all'arte astratto-materica, sperimentando tecniche e materiali vari in una ricerca tesa a superare l'informale. Fece parte della "Scuola di Piazza del Popolo" con Mario Schifano e Tano Festa.

## Biografia
Franco Angeli nasce a Roma il 14 maggio 1935 in via dei Piceni nel quartiere di San Lorenzo, da Gennaro Gennarini, antifascista, ed Erminia Angeli, dalla quale, come i fratelli Omero e Otello, prende il cognome. Per provvedere alla madre malata, Angeli inizia a lavorare già a nove anni: prima come magazziniere, quindi in una carrozzeria e in una tappezzeria, dove ha modo di apprendere l’utilizzo dei tessuti, delle sagome e dei ritagli, che riporterà nelle sue opere.
A questi impegni si somma anche quello in una trasmissione radiofonica, dove canta per gli Alleati. Angeli, pur non avendo frequentato regolari studi d’arte, inizia a dipingere nel 1957, anno in cui parte per il servizio militare a Orvieto: «Quando una persona ha un malessere profondo deve cercare un modo per non essere più sola, deve in definitiva, trovarsi un interesse che l’accompagni per la vita» racconterà in seguito.
Tornato a Roma, presso la caserma Granatieri del quartiere Prati, nel 1955 entra in contatto con lo scultore Edgardo Mannucci che frequenta fino al 1957, amico di Alberto Burri.
In quel periodo, infatti, si avvicina all'Arte informale di Alberto Burri di cui apprezza la capacità di utilizzo dei materiali e delle forme.
Angeli rimane profondamente affascinato dall’opera di quest’ultimo, tanto da riprenderne la matericità consunta dei Catrami. Non a caso, facendo riferimento all'opera E da una ferita scaturì la bellezza (1957) – che si iscrive nella sua primissima produzione e che prende spunto dal ricordo del trauma vissuto la notte del bombardamento di San Lorenzo, il 19 luglio 1943 – dirà: «La materia per me è un frammento di questa enorme lacerazione che ha travolto l’Europa; i miei primi quadri erano così, come una ferita dalla quale togli dei pezzi di benda [...] dove il sangue si è rappreso ma non è più una macchia rossa».
Questi primi approcci con la pittura sono anche segnati dalla militanza nel Partito comunista: si iscrive al Partito Comunista Italiano, conoscendo nella sezione di Campo Marzio, prima Tano Festa e, successivamente, Mario Schifano con i quali condivide l'esperienza ed il dramma della guerra.
Abbandona questa posizione politica dopo l’invasione dell’Ungheria, dimostrandosi più vicino alla sinistra extraparlamentare e ai movimenti maoisti. Nel 1959 espone le sue prime opere nella collettiva alla Galleria "La Salita" di Roma con Festa e Uncini. 
Nell’autunno dello stesso anno compare insieme ad Agostino Bonalumi, Jasper Johns, Yves Klein, Robert Rauschenberg e Mimmo Rotella sulla rivista «Azimuth», fondata da Piero Manzoni ed Enrico Castellani. Frequenta, inoltre, in quegli anni il bar Rosati dove allaccia significativi rapporti con Renato Guttuso, Pino Pascali, Jannis Kounellis, Fabio Mauri.
"Erano giovani, belli, talentuosi e sulle tele dipingevano ad armi pari con la New York della Pop Art, dove Andy Warhol muoveva i primi passi per conquistare il mondo...ma il, mondo dell'arte li conosce come i ragazzi di piazza del 
Popolo, sostenuti da galleristi visionari come Plinio De Martiis e da collezionisti appassionati come Giorgio Franchetti".
Nel 1960 inaugura la sua prima personale alla stessa "Galleria La Salita" in Roma con una serie di opere caratterizzate da veli di pittura a olio e calze di nylon tese, ricoperte di garze, simili a ricordi e ad assenze che Cesare Vivaldi descrive come «lagrime delle cose». Nello stesso anno, sempre alla Salita, partecipa alla collettiva 5 pittori. Roma 60: Angeli, Festa, Lo Savio, Schifano, Uncini a cura di Pierre Restany. Angeli vince il Premio d’incoraggiamento ad artisti del Ministero della Pubblica Istruzione e partecipa come protagonista al primo cortometraggio di Mario Carbone, Inquietudine, nel quale illustra la propria particolare tecnica pittorica.
Nel 1962, partecipa alla mostra "Nuove Prospettive della Pittura Italiana" presso la Galleria Comunale d'Arte Moderna di Bologna, dove presenta una serie di opere in cui iniziano a comparire le simbologie del potere, inizialmente svastiche, croci e mezzelune. «Come scrive Boatto coprendo i suoi simboli con un velo Angeli tendeva alterarne la violenza oggettiva», la violenza degli accadimenti reali che per lui assumono un’importanza centrale e che non smette di passare nelle proprie opere; basti pensare alla serie dei Cimiteri dei primi anni sessanta, sequenze di croci bianche che rievocano la potenza degli Schermi di Mauri e degli Achrome di Pietro Manzoni, con i quali era in stretto contatto. Angeli ritrae i frammenti della storia e sembra tenere traccia degli eventi contemporanei, dando vita a opere come O.A.S. (Tutti cattivi i tedeschi) (1961, dalla sigla dell’organizzazione paramilitare clandestina), Cuba (1960, legata all’embargo imposto dagli Stati Uniti contro l’isola poco dopo che le forze rivoluzionarie di Fidel Castro rovesciarono la dittatura di Battista), 25 luglio (1964, che commemora il giorno della caduta del fascismo nel 1943).
Nel 1963 espone nella collettiva 13 pittori a Roma alla Galleria La Tartaruga di Plinio De Martiis con una poesia di Nanni Balestrini. Nello stesso anno espone alla Galleria J di Parigi espone sue opere in una collettiva "L'Object Pressenti" a cui partecipano, tra gli altri, Bruce Conner, Christo, Kudo, Mauri, Todd a cura di Pierre Restany. Poco dopo, a giugno, inaugura una personale alla Galleria La Tartaruga presentando una serie di opere in cui la valenza del simbolo – scaduto, consueto o anche tragico – acquista una diversa dimensione augurale, ergendosi sul lascito dell’informale. Sempre nel 1963, inoltre, collabora con Mario Diacono ed Elio Pagliarani alla realizzazione di volumi numerati con testi autografi e disegni originali.
Nel 1964, per la personale alla Galleria dell’Ariete di Milano del gennaio 1964 Angeli utilizza simboli ideologici stereotipati, tratti dall’arredo urbano, sintetizzando il carattere retorico e celebrativo dei reperti di una Roma eterna e capitale: «I miei primi quadri sono la testimonianza del contatto quotidiano con la strada. Vidi i Ruderi, le Lapidi, simboli antichi e moderni come l’Aquila, la Svastica, la Falce e Martello, obelischi, statue Lupe Romane, sprigionare l’energia sufficiente per affrontare l’avventura pittorica». Sono quei frammenti capitolini che presenterà nella mostra romana dell’ottobre 1964 allo Studio d’arte Arco d’Alibert, mentre a marzo espone con Bignardi, Festa, Fioroni, Kounellis, Lombardo, Mambor e Tacchi alla Galleria La Tartaruga.
Nello stesso anno partecipa alla Biennale di Venezia presentato da Maurizio Calvesi esponendo le tele "La Lupa" e "Quarder Dollar", soggetti che caratterizzarono molte sue opere successive.
L'anno successivo è tra i protagonisti della mostra Una generazione alla Galleria Odyssia di Roma; in autunno espone quasi contemporaneamente in due personali – alla Galerie J a Parigi e alla Galleria Zero di Verona –, alla IX Quadriennale Nazionale d’Arte di Roma e nella mostra L’art actuel en Italie: semaines italiennes al Casino Municipal di Cannes. Si datano intorno a questi anni una serie di tazebao (Compagni, Berlino 1945, Compagno vietnamita, Occupazione di un monumento equestre e Abbraccio eterno) nella cui estrema poetica rivoluzionaria Dario Micacchi individua un fare politicamente pittura, ovvero un «vedere e far vedere politicamente la realtà». «Angeli ha trovato nella moneta il "piccolo mondo simbolico" che da anni cercava e credeva di aver trovato nelle bandiere, poi negli stemmi, poi nelle iscrizioni lapidarie. La moneta, nelle mani di Angeli, diventa qualcosa di totale, anche se è soltanto una immagine emblematica, anche se è soltanto una base convenzionale di scambi, anche se cioè è soltanto il simbolo di un simbolo»; lo dimostrano la personale dal titolo Half Dollar che Angeli inaugura all’Arco d’Alibert a Roma nel gennaio 1966 e le partecipazioni alle mostre Artisti italiani d’oggi a Bucarest Aspetti dell’arte italiana contemporanea alla Galleria Nazionale d’Arte Moderna di Roma e Moderne Kunst aus Italien a Dortmund. A ottobre inaugura America America (Half Dollar) alla Galleria dell’Ariete, presentando delle grandi aquile dorate velate sui toni del blu, del bianco e del rosso.
Lo stesso titolo è usato per la personale allo Studio d’arte Arco d’Alibert a Roma inaugurata nel marzo 1967; ad aprile partecipa alla collettiva 8 pittori romani alla Galleria de' Foscherari di Bologna e a giugno alla mostra Undici artisti italiani degli anni Sessanta nell'ambito del Festival dei Due Mondi di Spoleto. 
Negli anni 1968-1970, partecipa al fermento politico ed artistico di quegli anni in particolare manifestando attivamente contro la Guerra del Vietnam. A Spoleto conosce Marina Ripa di Meana con la quale avvia una lunga e complicata relazione sentimentale.
Quegli anni sono caratterizzati dagli abusi di alcool e droghe che fanno di lui e degli altri componenti della "Scuola di Piazza del Popolo" un gruppo di artisti "maledetti". A settembre partecipa alla IX Biennale di San Paolo del Brasile e realizza il suo primo Giornate di lettura, cui seguirà una lunga attività di ricerca e commistione tra video, fotografia ed arti visive, testimoniata da Schermi (1968), New York (1969), Viva il Primo Maggio (1968), Souvenir (1984), solo per citarne alcuni. In quel periodo si avvicina alla fotografia, prevalentemente in bianco e nero, privilegiando soggetti intimi ed in particolare Marina Ripa di Meana ed i suoi amici, Tano Festa e Emilia Emo Capodilista ad Ansedonia, Londra, Milano, Positano. Nel suo studio di via dei Prefetti a Roma ritrae sé stesso in compagnia dei suoi amici Jannis Kounellis, Achille Bonito Oliva, il gallerista Pio de Martiis, il poeta Sandro Penna nonché di una giovanissima Isabella Rossellini. Queste immagini furono raccolte in una mostra curata da Carlo Ripa di Meana del 2011.
Nel 1968 interpreta nei panni del protagonista il film Morire gratis di Sandro Franchina. Nel gennaio 1969 è per la prima volta negli Stati Uniti, dove esporrà nella collettiva Italian Art Show: Franco Angeli, Cesare Tacchi, Tano Festa and Lorri Whiting, allestita tra ottobre e novembre alla Contemporary Arts Gallery, Loeb Student Center di New York. 
Nel frattempo in Italia espone in una personale alla Galleria dell’Ariete (a gennaio) e nella collettiva Anno ’60 alla Galleria Christian Stein di Torino (ad aprile). Nei primi anni settanta Angeli, continuando la ricerca sul dato reale, apre la propria pittura alla serie di paesaggi Dagli Appenini alle Ande e Canto popolare delle Ande, di ispirazione geometrica, dedicati al golpe cileno dell’11 settembre 1973; riprende il tema della guerra del Vietnam nelle opere Anonimo euroasiatico (1969), Compagni (Giap e Ho Chi Minh) e Vietcong (1971) e affronta anche il colpo di stato in Grecia. Nel 1975 incontra la sua compagna di vita, Livia Lancellotti, che gli darà nel 1976 la figlia Maria. 
Nel 1978 partecipa alla Biennale di Venezia curata da Achille Bonito Oliva. Negli anni ottanta, Franco Angeli si dedica maggiormente alla figurazione: capitelli, piazze deserte e "marionette", quest'ultime interpretate come autoritratti. Iniziano, infatti, a comparire nei suoi paesaggi «gli aeroplanini, infantilmente gioiosi, che portano la morte nel Vietnam», che sembrano richiamare i bombardamenti della seconda guerra mondiale: «È infatti in lui evidente, per chi lo conosce e lo frequenta a causa di questa attitudine, la tensione narrativa in cui i li del vissuto personale sono inestricabilmente intrecciati con quelli della storia». Il forte interesse sociale e popolare prosegue nelle opere degli anni ottanta, quando l’artista riprende il tema della guerra nella serie di paesaggi esotici con piramidi, obelischi e aerei che diventeranno poi vere e proprie Esplosioni (1986). Le forme divengono stilizzate e lasciano affiorare guglie, capitelli e piazze deserte come in «un senso grandioso e struggente di scavo durante il quale storia ed esistenza riemergono come perfetti ed inalterati solidi geo- metrici che irradiano nuovi colori della vita freschi, fragranti, puri verdi, blu, rossi». Il tema della “marionetta”, frequente a partire dal 1984, è una sorta di autoritratto che sembra preludere alla fase finale della sua vita. Angeli, infatti, muore a Roma il 12 novembre 1988.

## Musei
- Fondazione CRT per Torino e Piemonte
- Collezione VAF - Stiftung, MART, Trento e Rovereto
- MACRO - Museo d'arte Contemporanea di Roma
- Fondazione Arnaldo Pomodoro
- Collezione Maramotti
- GNAM - Galleria nazionale d'arte moderna e contemporanea di Roma
- MAMbo - Museo d'Arte Moderna di Bologna
- Musei Vaticani
- Collezione Roberto Casamonti, Firenze

## Mostre
- "Nuove prospettive della pittura italiana", Bologna 1962
- "Tra rivolta e rivoluzione", Bologna 1972
- "Roma anni '60", Roma 1990-91
- "La Scuola di Piazza del Popolo", Varese 1999
- "Il sogno fotografico di Franco Angeli 1967-1975", Mercati di Traiano, Musei dei Fori Imperiali, Roma, 26 maggio - 4 settembre 2011
- "Imagine. Nuove immagini nell'arte italiana 1960 - 1969", Collezione Guggenheim, Venezia, 23 aprile - 19 settembre 2016
- 2016: Sermoneta Chiesa di S. Michele Arcangelo-Palazzo Caetani e Artena Museo Roger Lambrecth Tridente a cura di Antonio Fontana e Duccio Trombadori

- Franco Angeli - Tracce del Nostro Tempo Galleria Lombardi Roma - 9 Ottobre - 6 Novembre 2021

- "Franco Angeli - Opere 1958-1988":  WeGil Roma - 8 dicembre 2022 - 26 marzo 2023